# Central-Volksblatt

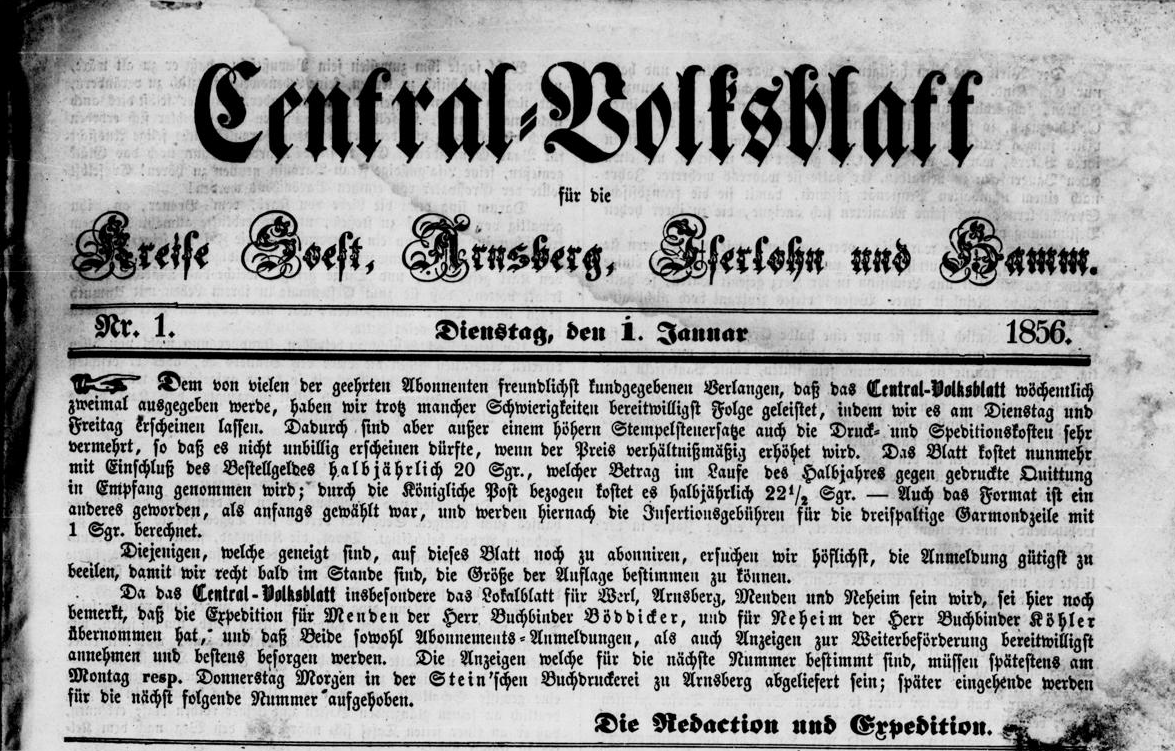
Centralvolksblatt Erstausgabe 1. Januar 1856

Das Central-Volksblatt war eine regionale Tageszeitung mit einer katholischen Ausrichtung. Sie war im Sauerland und angrenzenden Gebieten verbreitet und erschien von 1856 bis 1945.

## Geschichte
Die Zeitung erschien unter dem Titel „Central-Volksblatt für die Kreise Soest, Arnsberg, Iserlohn und Hamm“ ab dem 1. Januar 1856 im Verlag von Anton Stein zunächst in Werl und ab 1858 in Arnsberg. Einige Zeit später wurde das Verbreitungsgebiet mit den Kreisen Arnsberg, Meschede, Iserlohn und Soest angegeben. Das Blatt war vor allem in Werl, im Kreis Arnsberg und den umliegenden Gebieten verbreitet. Anfangs erschien es zweimal wöchentlich, ab 1874 dreimal wöchentlich unter dem Titel „Central-Volkblatt für den Regierungsbezirk Arnsberg“, ehe die Zeitung täglich außer sonntags erschien. Schon recht früh erreichte die Zeitung eine Auflage von etwa 4000 Exemplaren. Über die Entwicklung der Auflagenhöhe in späteren Jahrzehnten sind keine Angaben bekannt. Die Ausrichtung des Blattes war eindeutig katholisch und politisch unterstützte es die Zentrumspartei. Während des Kulturkampfes wurde der Zeitung zeitweise die Druckgenehmigung entzogen. Die Zeitung ging später in den Besitz des Verlegers Pöpperling über.
Eine Untersuchung der Berichterstattung der Lokalpresse im Sauerland über die „Judenfrage“ um 1880 hat ergeben, dass das Centralvolksblatt in beachtlichem Umfang antisemitische Positionen bezog. Diese waren deutlicher ausgeprägt als etwa bei der Mescheder Zeitung oder dem Sauerländischen Volksblatt aus Olpe. Nicht verwunderlich ist, dass der vom jüdischen Verleger Moritz Friedländer herausgegebene Sauerländische Anzeiger diese Positionen nicht vertrat.
Als es seit den 1890er Jahren zu einem tiefgreifenden Konflikt zwischen der regionalen Führung der Zentrumspartei und ihren Anhängern auf der einen Seite und des Hagener Verlegers Johannes Fusangel und dessen Anhängern auf der anderen Seite um die Besetzung des Reichstagsmandats kam, war dies auch ein Konflikt um den regionalen Pressemarkt. Fusangel versuchte dabei mit seiner Westdeutschen Volkszeitung Fuß im Sauerland zu fassen. Das Central-Volksblatt agitierte daher bis hin zu persönlichen Anschuldigen scharf gegen Fusangel.
Im Jahr 1923 kam es zu einer Verbindung mit dem Dortmunder Verlag Lensing. Dort erschien auch die Zeitung Tremonia. Die Zusammenarbeit ermöglichte eine Modernisierung des Blattes. Diese nannte sich nun „Central-Volksblatt für das gesamte Sauerland: Arnsberger Zeitung: Sauerländer Bote“.
Während der Zeit des Nationalsozialismus wurde das Blatt mehrmals beschlagnahmt und vorübergehend verboten. Seit 1936 firmierte das Blatt unter „Tremonia: Central-Volksblatt für den Kreis Arnsberg“. Insbesondere stand die Zeitung in Konkurrenz zur Parteizeitung der NSDAP „Westfälische Landeszeitung Rote Erde“. Gleichwohl konnte sich das Blatt bis 1945 halten, ehe die Transportwege zur Druckerei und diese schließlich selbst zerstört wurden.